# Compostage en andains
 (février 2025).
Si vous disposez d'ouvrages ou d'articles de référence ou si vous connaissez des sites web de qualité traitant du thème abordé ici, merci de compléter l'article en donnant les références utiles à sa vérifiabilité et en les liant à la section « Notes et références ».

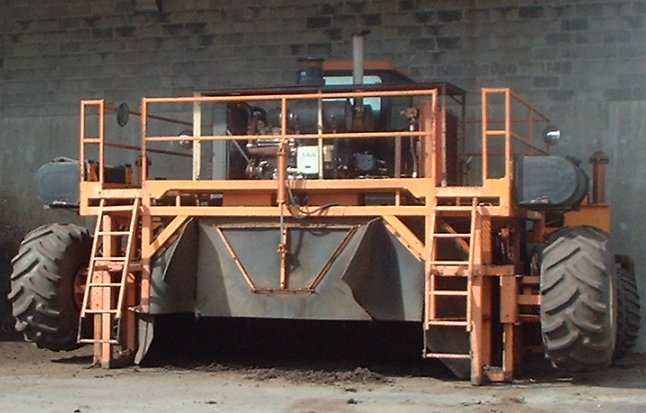
Vire andains utilisé sur des tas de maturation dans une installation de compostage de biosolides au Canada.

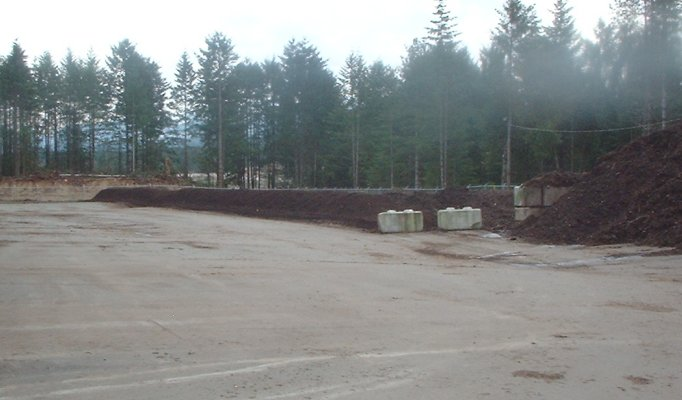
La maturation des andains dans une installation de compostage en cuve.

En agriculture, le compostage en andains est la manière de produire du compost en empilant de la matière organique ou des déchets biodégradables, tels que le fumier animal et les résidus de cultures, en longues rangées (ou andains). Cette méthode est adaptée à la production de grands volumes de compost. Ces rangées sont généralement tournées pour améliorer la porosité et la teneur en oxygène, mélanger ou éliminer l'humidité et redistribuer les parties les plus froides et les plus chaudes de la pile. Le compostage en andain est une méthode de compostage à l'échelle de la ferme couramment utilisée. Les paramètres de contrôle du processus de compostage comprennent les rapports initiaux des matériaux riches en carbone et en azote, la quantité d'agent de charge ajouté pour assurer la porosité de l'air, la taille du tas, la teneur en humidité et la fréquence de rotation.
La température des andains doit être mesurée et enregistrée en permanence pour déterminer le moment optimal où les retourner pour une production plus rapide de compost..

## Vire andains de compost
Les vire andains de compost (anglais : windrow turner) ont été développés pour produire du compost à grande échelle par Fletcher Sims Jr. de Canyon, Texas. Ils consistent traditionnellement en une grande machine qui chevauche un andain de 4 pieds (1,25 mètre) ou plus de haut, jusqu'à 12 pieds (3,5 mètres) de large. Bien que des machines plus petites existent pour les petits andains, la plupart des opérations utilisent de grandes machines pour la production en série. Les machines à retourner traversent l'andain à une vitesse lente d'avancement. Ils ont un tambour en acier avec des palettes qui tournent rapidement. Lorsque le retourneur se déplace dans l'andain, de l'air frais (oxygène) est injecté dans le compost par l'ensemble tambour/palette, et les gaz résiduaires produits par la décomposition bactérienne sont évacués. L'oxygène alimente les bactéries aérobies et accélère ainsi le processus de compostage.

## Utilisation
Pour utiliser correctement un vire andain de compost, il est idéal de composter sur un tampon à surface dure. Les vire andains de compost robustes permettent à l'utilisateur d'obtenir des résultats optimaux avec le processus de compostage aérobie à chaud. En utilisant quatre roues motrices ou des chenilles, le vire andain est capable de transformer le compost dans des andains situés dans des endroits éloignés. Avec une option d'auto-remorquage, cela permet au vire andains de compost de se convertir en une remorque à tirer par un tracteur semi-remorque. Ces deux options combinées permettent au vire andains de compost d'être facilement transporté n'importe où et de travailler les andains de compost dans des endroits boueux et humides.

## Applications spécifiques
Les distilleries à base de mélasse du monde entier génèrent une grande quantité d'effluents appelés vinasse. Pour chaque litre d'alcool produit, environ 8 litres d'effluent sont générés. Cet effluent a une DCO de 150 000 PPM et une DBO de 60 000 PPM et même plus. Cet effluent doit être traité et la seule méthode efficace d'élimination définitive est le compostage.
Les sucreries de canne à sucre génèrent un résidu de presse (bagasse, mélasse, écume, pressmud/cachaza) pendant le processus ; celui-ci a environ 30 % de fibres de carbone et de grandes quantités d'eau. Cette écume est déversée sur un terrain préparé sous la forme de 100 andains de 3 mètres de long x 1,5 mètre et la vinasse est pulvérisée sur l'andain pendant que l'andain est retourné. Ces machines permettent de consommer environ 2,5 fois le volume d'écume, ce qui signifie que 100 mètres d'andain peuvent contenir environ 166 tonnes d'écume et utiliser environ 415 m³ de vinasse en 50 jours.
Une culture microbienne (solution organique) TRIO COM-CULT est utilisée à raison d'environ 1 kg par tonne d'écume pour une décomposition rapide de la vinasse. Des centaines de milliers de mètres carrés de vinasse sont compostés dans le monde entier dans des pays comme l'Inde, la Colombie, le Brésil, la Thaïlande, l'Indonésie, l'Afrique du Sud, etc.
Le parc à compost doit être préparé de manière que le terrain soit imperméable et ne permette pas aux effluents liquides de descendre dans la terre. Le compost ainsi généré est d'excellente qualité et riche en nutriments.